# سیروئلس د سربرا
سیروئلس د سربرا (به اسپانیایی: Ciruelos de Cervera) یک شهرستان در اسپانیا است.